# Байсунское бекство
Байсунское бе́кство или Байсунский вилайет (узб. Boysun bekligi / Boysun viloyati; тадж. Бекигарии Бойсун)
— административная единица в составе Бухарского эмирата, на территории современного Узбекистана. Административным центром являлся Байсун.